# Jamuna
Jamuna (bengalisch যমুনা Yamunā [dʒɔmuna]) ist der Name des Brahmaputra-Hauptstranges in Bangladesch und zugleich der drittletzte der vielen namentlich unterschiedenen Abschnitte des größten Flusslaufes in Asien. Die Jamuna hat eine mittlere Wasserführung von 20.100 m³/s. Sie ist nicht mit dem Fluss Yamuna in Indien zu verwechseln.

## Verlauf
Kurz nach dem Übertritt des Brahmaputra vom indischen Bundesstaat Assam nach Bangladesch erhält dieser den Namen Jamuna. Nach 245 Kilometern Fließstrecke in einem verflochtenen, von wandernden Sandbänken (Chars) durchsetzten Flussbett von bis zu 14 Kilometern Breite (bei Sirajganj) vereinigt er sich mit dem von rechts (von Westen) zufließenden Hauptstrang des Ganges (mittlerer natürlicher Abfluss: 11.400 m³/s) und trägt von da ab den Namen Padma.

## Flussgeschichte
An zwei Stellen, am Beginn der Jamuna und rund 50 Kilometer stromab, spalten sich links kleinere Wasserläufe ab, die sich zum Alten Brahmaputra vereinen. Er markiert einen früheren Verlauf des Brahmaputra, der so weit im Osten verlief, dass er und der Ganges nahezu getrennt voneinander in den Golf von Bengalen mündeten. Diese einstige Situation spiegelt sich noch immer in der Namengebung der Gewässer, auch wenn die Hauptströme heute ganz anders verlaufen. So erklärt sich die Namensgleichheit ganz unterschiedlicher Flussabschnitte wie bei Brahmaputra, Padma oder Meghna, aber auch die Namenswechsel im Verlauf des Hauptflusses. Die heutige Jamuna folgt dem Konai-Jenai-Wasserlauf, einem ehemaligen Unterlauf des seine Fließwege weiträumig wechselnden Nebenflusses Tista. Er durchquert zwei hochwasserfrei gewordene Flussterrassen (Barind- und Madhupur-Plateau; teilweise Reste von Schwemmfächern), welche die Niederungen des Alten Brahmaputra im Nordosten und des Ganges im Südwesten trennen. Die Verlagerung des Brahmaputra nach Westen, also über die heutige Jamuna zur Padma hin, wird durch tektonische Hebungen im westlichen Gangesdelta und am Alten Brahmaputra erklärt, besonders nach einem Erdbeben im Jahre 1782 und einer Hochwasserkatastrophe im Jahre 1787, während derer auch die Tista ihren Lauf vom Ganges zur sich gerade formierenden Jamuna verlagerte.

## Nutzung
Die Jamuna ist trotz der sehr veränderlichen Stromrinnen ein wichtiger Schifffahrtsweg, da die großen Stromrinnen im Mittel 5 Meter tief sind. Das breite Flussbett mit Stromrinnen von 1–3 km Breite, selbst bei Niedrigwasser, war jedoch ein starkes Hindernis für den Verkehr zwischen der Hauptstadt Dhaka und der nördlichen Division Rajshahi. 1998 wurde diese Verbindung mit der 4,8 Kilometer langen Bangabandhu-Brücke, der elftlängsten Flussbrücke der Welt geschaffen, und zwar kombiniert für Straßen- und Schienenverkehr.

## Name
Der Name Jamuna ist nach der Gründung des Staates Bangladesch offiziell geworden. Jamuna ist die bengalische Aussprache des Flussnamens Yamuna. In Indien fließt ebenfalls ein Fluss namens Yamuna. Dieser ist der bedeutendste Nebenfluss des Ganges und wird von den Hindus als Göttin Yamuna verehrt. Wie fast alle hinduistischen Götternamen dient Yamuna/Jamuna auch als (weiblicher) Vorname.